# Гіпершвидкісна зоря
Гіпершвидкісна зоря (англ. hypervelocity stars) — зоря, що рухається зі швидкістю 300-1000 км/с — достатньо швидко, щоб з часом залишити гравітаційне поле Чумацького Шляху. Гіпершвидкісні зорі є переважно зорями головної послідовності спектрального типу B з температурою поверхні близько 12 000 Кельвіна і масами від 3 до 8 сонячних мас. Існують різні гіпотези щодо того, як гіпершвидкісні зорі набули свою швидкість.

## Властивості
Існує ряд гіпершвидкісних зір спектрального класу B, і схоже, що гіпершвидкісних зір пізніших спектральних класів немає. Гіпершвидкісні зорі переважно зустрічаються в галактичному гало. Походження галактичних гіпершвидкісних зір зазвичай пов'язують з центром Чумацького Шляху, оскільки напрямок їх руху завжди спрямований звідти. Швидкості гіпершвидкісних зір поблизу Сонця перебувають у діапазоні від 300 до 700 км/с і приблизно рівномірно розподілені в цьому діапазоні. Це відповідає початковій швидкості від 700 до 1000 км/с поблизу центру галактики.

## Походження
Найпоширеніша теорія полягає в тому, що гіпершвидкісні зорі прискорюються, коли подвійна зоряна система розпадається під час зіткнення з надмасивною чорною дірою Стрілець A* в центрі Чумацького Шляху.
Однак цей сценарій не може бути джерелом всіх гіпершвидкісних зір, оскільки тривалість життя деяких з них надто коротка, щоб дістатися від галактичного центру до свого поточного місцезнаходження навіть з такою високою швидкістю. Також гіпершвидкісних зір у Чумацькому Шляху спостерігається в 100 разів більше, ніж передбачають теоретичні оцінки на основі сценарію з розпадом подвійних зір поблизу центральної чорної діри. Утворення гіпершвидкісних зір за таким сценарієм потребували б досить специфічних умов: подвійна система мала б падати на центральну чорну діру майже вертикально, щоб мати змогу підійти достатньо близько до неї, а зорі в подвійній системі мали б майже торкатися одна одної, що досить малоймовірно.
Альтернативні гіпотези походження гіпершвидкісних зір:
- Асиметричні вибухи наднових у подвійних системах, які надають залишкам таких вибухів потужних реактивних поштовхів через викид речовини в протилежному напрямку. Той факт, що багато гіпершвидкісних зір, здається, походять з напрямку галактичного центру, можна пояснити просто тим, що кількість зір там більша, ніж у зовнішніх регіонах Галактики.
- Друга чорна діра поблизу галактичного центру. Хоча це пояснило б появу гіпершвидкісних зір, але дало б більшу їхню кількість, ніж вказують спостереження.
- Активність ядра Галактики. Хоча зараз надмасивна чорна діра в центрі Галактики інертна, в минулому вона могла проявляти активність, поглинаючи речовину й утворюючи релятивістський струмінь. Якщо струмінь стикався з міжзоряним газом, це призводило до його стискання й утворення зір з великими швидкостями.
- Взаємодія між чорною дірою зоряної маси та подвійною зоряною системою[4].

## Відомі гіпершвидкісні зорі
- HVS 1: SDSS J090745.0+024507
- HVS 2[en]: SDSS J093320.86+441705.4
- HVS 3: HE 0437-5439, блакитний гігант, V=715 км/с, вийшла з Галактичного центру 100 млн років тому
- HVS 4[ru]: SDSS J091301.00+305120.0, V=603 км/с, вийшла з Галактичного центру 130 млн років тому
- HVS 5: SDSS J091759.42+672238.7
- HVS 6: SDSS J110557.45+093439.5
- HVS 7: SDSS J113312.12+010824.9
- HVS 8: SDSS J094214.04+200322.1
- HVS 9: SDSS J102137.08-005234.8
- HVS 10: SDSS J120337.85+180250.4
- HD 271791: особлива тим, що її траєкторія не проходить біля центру Чумацького Шляху; вона могла бути прискорена під час зіткнення Чумацького Шляху з іншою, меншою галактикою[5].